# Cal Cobatxo
Cal Cobatxo és un monument del municipi de Mollerussa (Pla d'Urgell) inclòs en l'Inventari del Patrimoni Arquitectònic de Catalunya.

## Descripció
Mènsula formada per una figura femenina de mig cos i en forma d'atlant que, junt amb altres dos mènsules, suporta una balconada. La figura està adossada a una base octogonal amb els angles arrodonits, i va vestida amb una espècie de camisola (estranya per la seva tipologia), decorada amb ratlles horitzontals i va cenyida per un cinturó amb sivella de proporcions considerables. Destaca el tractament de les mans, les quals tenen una grandària superior respecte a la resta del cos. Aquesta desproporció tant pot ésser deguda al fet de voler ressaltar el pes de l'element suportat com per imperícia de l'escultor. La figura presenta signes derosió als cabells i a la cara. La balconada va suportada per dos mènsules més: una representant un home barbat (amb els mateixos atribuïts que la inventariada) i una decoració vegetal amb formes de volutes.

## Història
L'edifici on s'inseria la mènsula, segons els documents de la casa i la memòria del propietari, va ésser construït el 1920. Les mènsules, però, no varen ser fetes per l'edifici sinó que es van portar d'un taller de picapedrer d'Arbeca (Cal Sumalla), el qual, segons expliquen, les va recuperar d'un edifici antic derruït. Són per tant mènsules reaprofitades.